# Salaberg (Herrschaft)
Die Herrschaft Salaberg war eine Grundherrschaft im Viertel ober dem Wienerwald im Erzherzogtum Österreich unter der Enns, dem heutigen Niederösterreich.

## Ausdehnung
Die Herrschaft, zu der auch das Gut Wolfsbach sowie die Vogtei und das Kirchenlehen St. Pantaleon zählten, umfasste zuletzt die Ortsobrigkeit über Edelhof, Gstetten, Markt Haag, Holzleithen, Knillhof, Porstenberg, Krottendorf, Haimberg, Schudutz, Salaberg, Rathof und Reichhub. Der Sitz der Verwaltung befand sich im Schloss Salaberg.

## Geschichte
Die letzte Inhaberin der Lehensherrschaft war Angelika Gräfin von Sprinzenstein, bis die Herrschaft als Folge der Reformen 1848/1849 aufgelöst wurde.